# 9e division blindée (États-Unis)
Pour les articles homonymes, voir 9e division.

Insigne de la 9e division blindée.

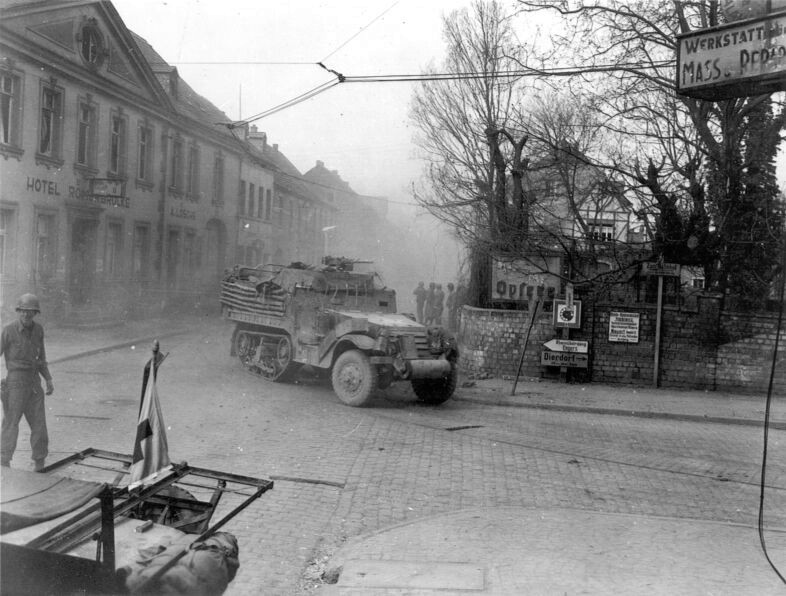
Half-tracks de la 9e division blindée à Engers en Allemagne, 27 mars 1945.

La 9e division blindée (surnommée Phantom Division) était une division blindée de l'armée de terre des États-Unis pendant la Seconde Guerre mondiale.

## Historique
Elle fut formée le 15 juillet 1942 et participa notamment à l'opération Fortitude, 
Elle débarque en Normandie à la fin de Septembre 1944, et arrive au front le 23 octobre 1944, en patrouille dans un secteur calme le long de la frontière germano-luxembourgeoise.
Quand les Allemands ont lancé leur offensive d'hiver dans les Ardennes belges, le 16 décembre 1944, la 9e, sans expérience du combat réel, se trouve tout à coup elle-même engagée dans d'intenses combats.
La Division eu de sévères accrochages à Saint-Vith, Echternach, et Bastogne, ses unités combattant dans des zones très éloignées.
Sa position à Bastogne a tenu les Allemands hors de la ville assez longtemps pour permettre à la 101e aéroportée de préparer la défense de la ville.
Après une période de repos en janvier 1945, la Division se prépare à traverser la rivière de la Rour dans le cadre de l'opération Lumberjack (traversée du Rhin). L'offensive a été lancée le 28 février 1945 et la 9e a traversé la Rour à Heimbach, puis envoie des patrouilles dans la ville de Remagen.
Le 7 mars 1945, des éléments de la 9e ont trouvé le pont Ludendorff qui était encore debout. Lorsque les charges de démolition allemandes ont échoué à détruire le pont, ils traversèrent, l’ont désarmé et ont supprimé les charges restantes, qui auraient pu exploser à tout moment.
La Division a exploité la tête de pont, vers le sud et à l'est à travers la rivière Lahn vers Limbourg, où des milliers de prisonniers alliés ont été libérés de Stalag XIIA.
La Division s’est dirigée vers Francfort puis se tourna pour aider à l’encerclement de la poche de la Ruhr. En Avril, elle a continué à l'est, encerclant Leipzig et sécurisant une ligne le long de la rivière Mulde.
La Division a été déplacée vers le sud à la Tchécoslovaquie lors de la fin de la guerre en Europe, qui a pris fin le 9 mai 1945.
La division fut démobilisée 13 octobre 1945.
La division était commandée par Geoffrey Keyes (1942), John W. Leonard (1942-1945) puis par Thomas Leonard Harrold (1945-1946).